# Детелин Мажгуров
Детелин Стоянов Мажгуров е български офицер, бригаден генерал.

## Биография
Роден е на 1 октомври 1959 г. в ловешкото село Горско Сливово. От 1993 г. е в Разузнавателното управление към Командването на Сухопътните войски, а после и в Генералния щаб. На 25 април 2006 г. е назначен за началник на Разузнавателното управление в Генералния щаб на Българската армия, считано от 1 юни 2006 г. и удостоен с висше офицерско звание бригаден генерал. На 1 април 2008 г. е освободен от длъжността началник на Разузнавателното управление в Генералния щаб на Българската армия и назначен за директор на дирекция „Войсково разузнаване“, считано от 1 юни 2008 г.
На 13 юли 2009 г. е освободен от длъжността директор на дирекция „Войсково разузнаване“ в Генералния щаб на Българската армия и назначен за заместник-директор на служба „Военна информация“. Между 1 септември и 1 декември 2010 е временно изпълняващ длъжността директор на Служба „Военна информация“. На 3 август 2011 г. е освободен от длъжността заместник-директор на служба „Военна информация“, считано от 1 септември 2011 г. През 2011 г. става аташе по отбраната на България в Русия. Остава на този пост до 2015 г. Награждаван е с почетен знак на МО „Свети Георги“ – II степен.